# Инах (пьеса)
«Инах» (др.-греч. Ἴναχος) — пьеса (предположительно сатировская драма) древнегреческого драматурга Софокла (V век до н. э.) на тему аргосских мифов, текст которой сохранился фрагментарно.
Центральный персонаж пьесы — речной бог Инах, дочь которого Ио стала возлюбленной Зевса. Последний превратил её в корову, чтобы спрятать от своей ревнивой жены Геры, но Гера нашла Ио и приставила к ней стражем стоокого Аргуса. Гермес убил стража. Детали сюжета в софокловской обработке остаются неясными из-за фрагментарности дошедшего текста.
Предположительно «Инах» был сатировской драмой. Такой вывод антиковеды делают из того факта, что рассказ о превращении Ио в корову, сохранившийся полностью, слишком короток для трагедии, а в тексте, написанном для хора, короткие стихи чередуются с триметрами. В пользу сатировской драмы говорят и определённые особенности языка.
От текста трагедии сохранилось довольно много фрагментов, приведённых античными писателями в качестве цитат. В XX веке к ним добавились два объёмных папирусных отрывка.